# 拉纳肯
拉纳肯（荷蘭語：Lanaken，荷蘭語發音：[ˌlɑˈnaːkə(n)]）是比利时弗拉芒大區林堡省通厄倫區的一个市镇，东与荷兰接壤，通行荷蘭語，是弗拉芒社群的一部分，面积58.95平方千米，人口25,818人（2018年1月1日）。